# El Vaticano (Trinity Blood)
El Vaticano es un organización política en el universo ficticio de Trinity Blood. Es una continuación histórica ficticia de la Ciudad del Vaticano. En el universo creado por Sunao Yoshida, este estado es el dominio temporal de la Iglesia católica, pero tiene divergencias con el estado real, muchas de ellas producto de exageraciones históricas, las cuales son muy comunes en Trinity Blood. En el tiempo del desarrollo de la historia, el Vaticano está gobernado por el papa Alessandro XVIII.

## Estructura política y social
En la ficción de Sunao Yoshida (que posteriormente fue expandida en el manga y el anime), el Vaticano se ha convertido prácticamente en una potencia mundial hegemónica junto con el Reino de Albión y El Imperio. Todavía conserva para los asuntos religiosos la denominación de Santa Sede.
En la ficción, el Vaticano presenta una apariencia similar al estado actual, pero su dominio temporal es más extenso. Si bien la jefatura de estado está ejercida por el papa, la jefatura de gobierno está ejercida de facto por el Cardenal Francesco Di Medici.

## Contrastes de los Vaticanos
En el universo de Trinity Blood el Vaticano presenta un gran contraste con el estado real y actual:
- Este estado aparenta ser más extenso que la Ciudad del Vaticano, pues domina toda la ciudad de Roma y gran parte de Italia, asemejándose a los históricos Estados Pontificios.[Nota 2]
- El Vaticano encabeza una alianza conocida como Visión Santa,[Nota 3] que representa al mundo humano opuesto a los vampiros del Imperio De La Verdadera Raza.
- El Sumo Pontífice es un preadolescente. En Trinity Blood no se demuestra que existan requisitos para ser papa.[2]
- Las mujeres tienen un mayor poder dentro de la Iglesia Católica.[2]
- El Vaticano vuelve a ser un estado temporal muy poderoso, siendo una de las tres potencias durante el transcurso de la historia de Trinity Blood.[3]
- En el manga y el anime la Basílica de San Pedro es muy distinta a la actual.
- La Inquisición recuperó un papel importante dentro de la Iglesia.

## Conflictos conEl Imperio
Durante gran parte de la historia retratada en Trinity Blood, El Imperio y El Vaticano han tenido grandes conflictos e incluso llegaron al enfrentamiento armado en varias ocasiones. La razón principal del conflicto es la repulsión de los humanos del Vaticano hacia los vampiros y viceversa. Gracias a los esfuerzos de la emperatriz y de la Cardenal Catherina Sforza, ambos estados fueron aplacando el odio entre ellos y firmaron varios tratados de paz. Sin embargo, los esfuerzos pacifistas son frustrados por la actividad terrorista de la Orden Rosenkreuz en algunas ocasiones.